# Reinstädt
Reinstädt ist eine Gemeinde im Südwesten des thüringischen Saale-Holzland-Kreises und Teil der Verwaltungsgemeinschaft Südliches Saaletal.

## Geographie

### Lage
Reinstädt liegt im Reinstädter Grund, der sich von westlich Wittersroda bis Kahla erstreckt. Durch den Ort fließt der Reinstädter Bach. Unten im Saaletal  führt die Thüringer Porzellanstraße entlang. Nördlich von Reinstädt liegt der Schönberg, südlich der Hopfberg.

### Gemeindegliederung
Zu Reinstädt gehören die Orte Geunitz und Zweifelbach sowie der Ortsteil Bergern, der aus wenigen Häusern besteht. Dort befand sich die Ausflugsgaststätte „Zur Falkenburg“, ein beliebtes Wanderziel. Ebenfalls gehört die Einzelsiedlung Beckerskirchhof zu Reinstädt.

## Geschichte
Für Reinstädt wurde 1083 bis 16. Februar 1084 als urkundliche Ersterwähnung  im Mainzer Urkunden I 365 nachgewiesen.
Über die einst zur Kemenate gehörende Burg ist sehr wenig bekannt. Sie bestand schon im 10. Jahrhundert als Adelssitz. 1083 wurden Adlige nach dem Ort genannt. Sie bezeugten bei Rechtsgeschäften mehrere Urkunden. Den Bau der Kemenate begann man erst 1408. Der Kirchenbau wurde 1447 beendet. Danach haben die Besitzer des Anwesens bis zur Lehenshoheit der Ernestiner oft gewechselt. Lange war der mittelalterliche Wohnturm ungenutzt, dann wurde er Getreidespeicher und Materiallager für die Land- und Forstwirtschaft. Heute dienen die Räumlichkeiten der Kultur und der Gemeinde.

### Wappen
Wappenbeschreibung: „Gespalten von Blau und Gold; vorn eine goldene Weintraube, hinten eine blaue Lilie, der Schildfuß belegt mit einem Wellenbalken in verwechselten Farben.“

## Politik

### Gemeinderat
Der Gemeinderat in Reinstädt besteht aus sechs ehrenamtlich tätigen Personen. Bei der Wahl zum Gemeinderat am 26. Mai 2019 erhielt der Feuerwehr- und Kulturverein Reinstädt 70,8 % der gültigen Stimmen und damit vier Sitze, der Feuerwehrverein Geunitz e.V kam auf 29,2 % der Stimmen und damit zu zwei Sitzen.

### Bürgermeister
Reinstädts Bürgermeister ist Volkmar Manß vom Feuerwehr- und Kulturverein Reinstädt. Er wurde bei der Bürgermeisterwahl am 5. Mai 2016 mit 90,7 % der gültigen Stimmen im ersten Wahlgang gewählt.

## Sehenswürdigkeiten
Die Kemenate, die spätgotische Wehrkirche St. Michael und der Friedhof mit den Gräbern sowie die Häuser des Dorfes bilden nach wie vor ein historisches Ensemble und prägen somit das Landschaftsbild.
In Geunitz steht die Kirche St. Elisabeth, deren Geschichte bis in romanische Zeit zurückreicht.

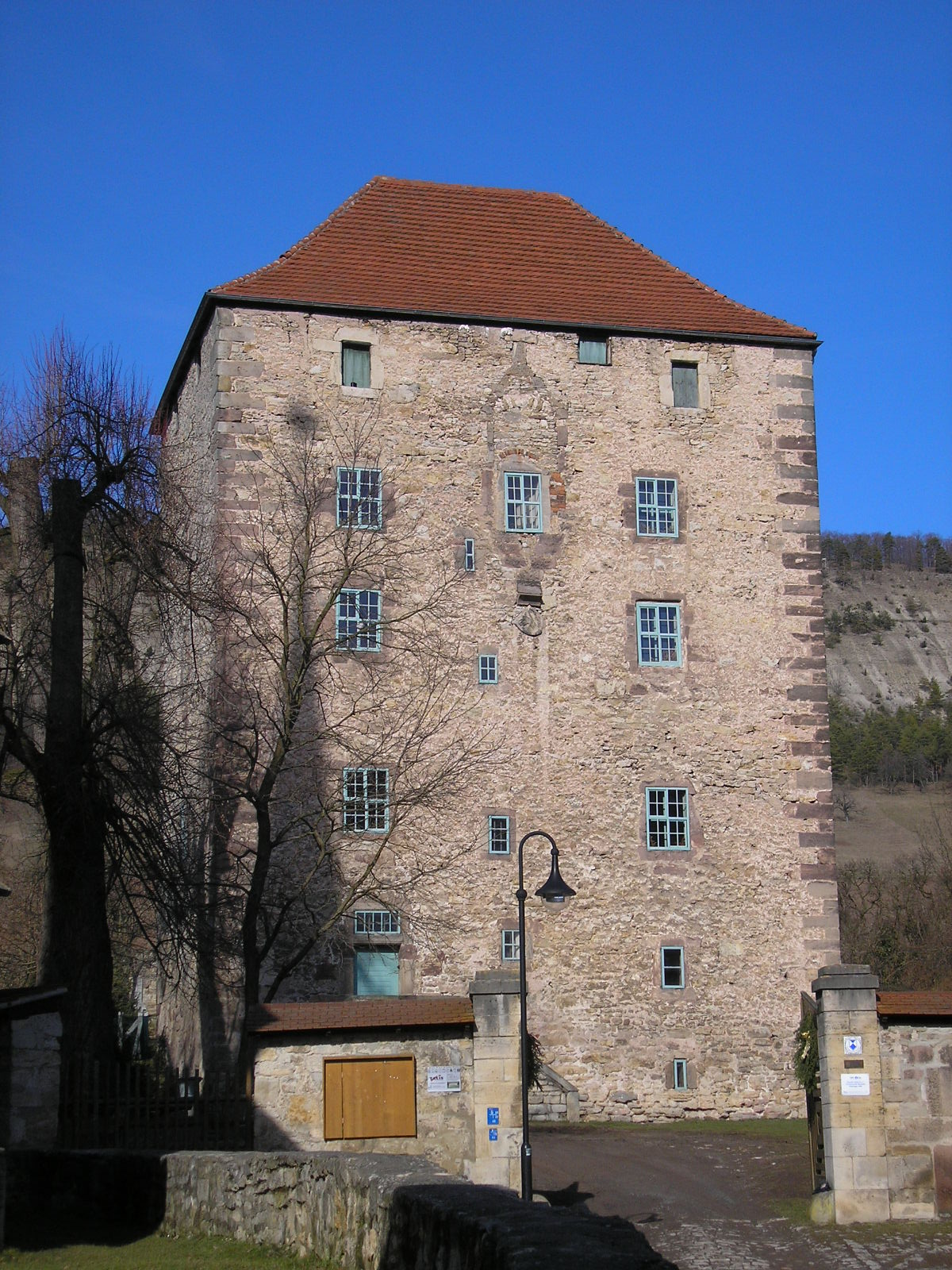
Die Kemenate Reinstädt
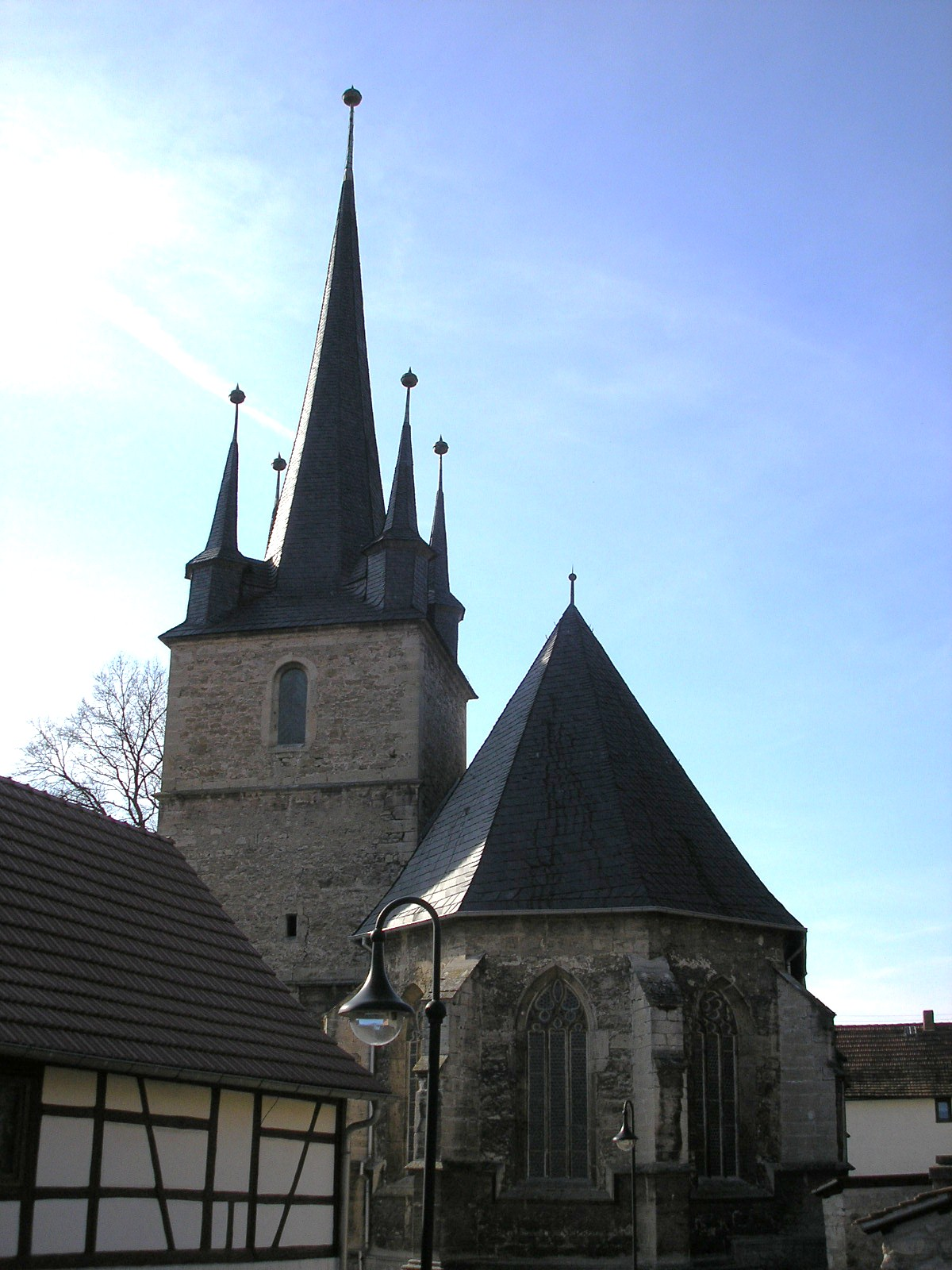
Wehrkirche St. Michael in Reinstädt (Lage→)
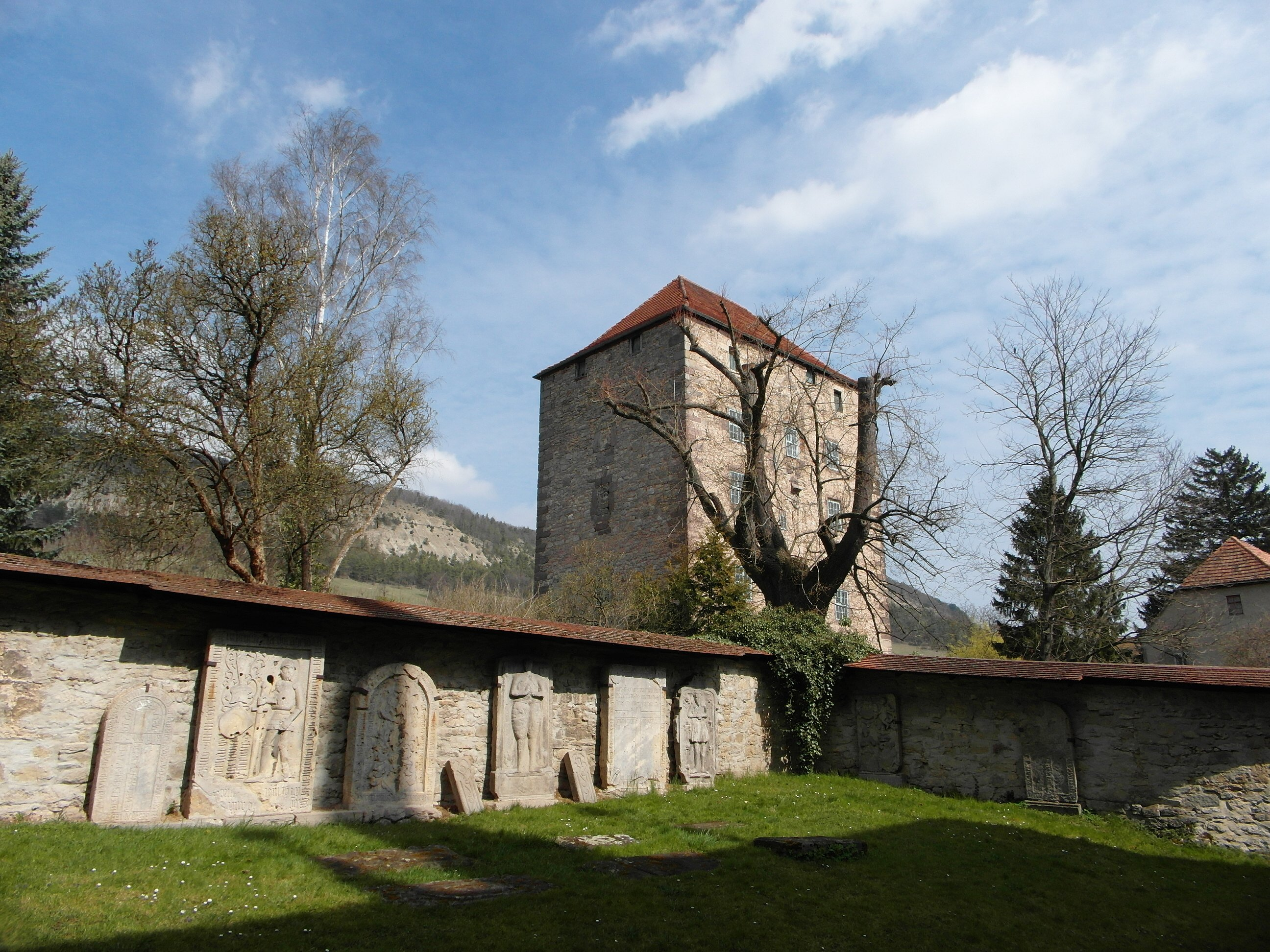
Alte Grabdenkmale und Kemenate in Reinstädt
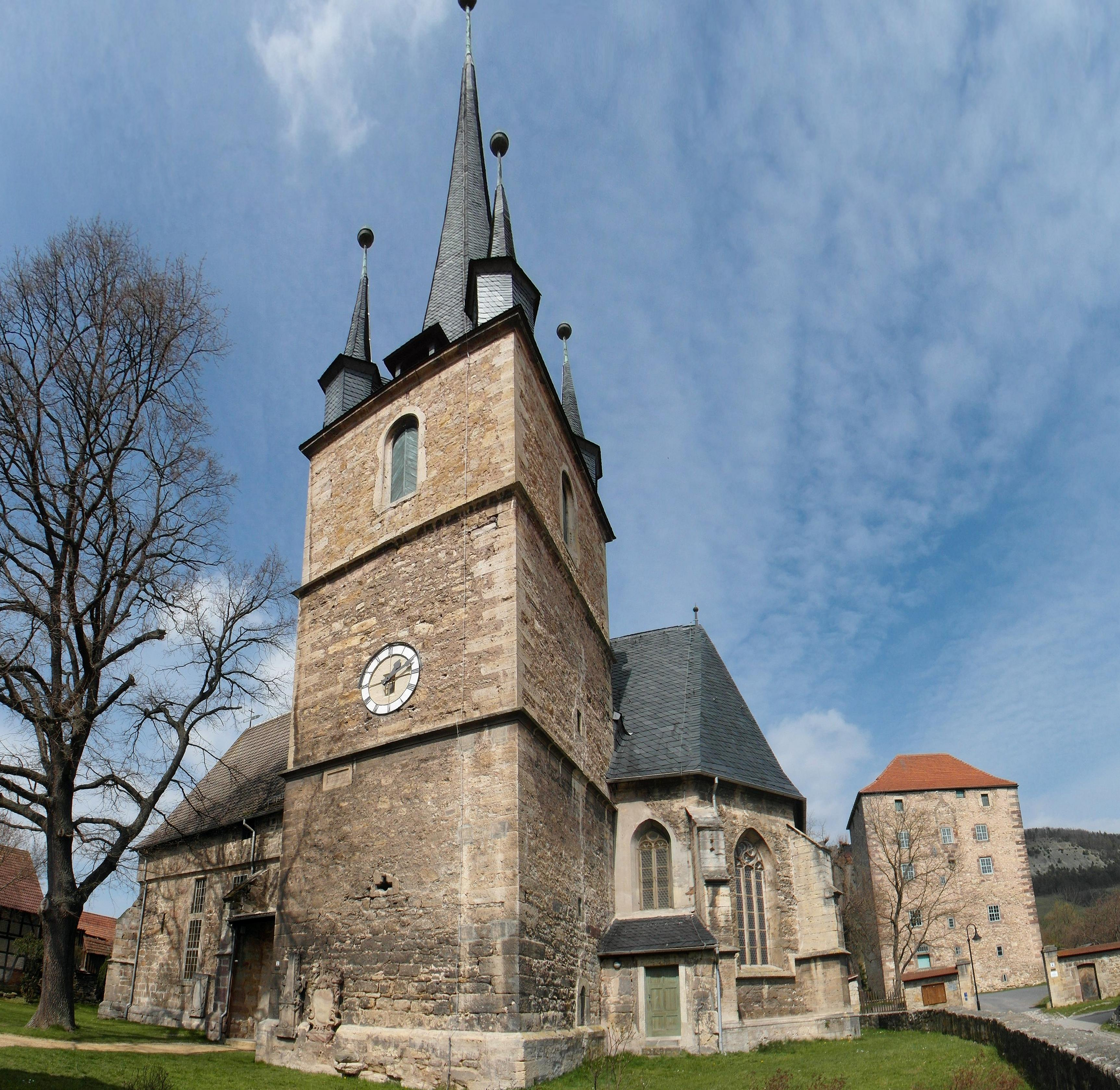
Reinstädt, Wehrkirche und Kemenate
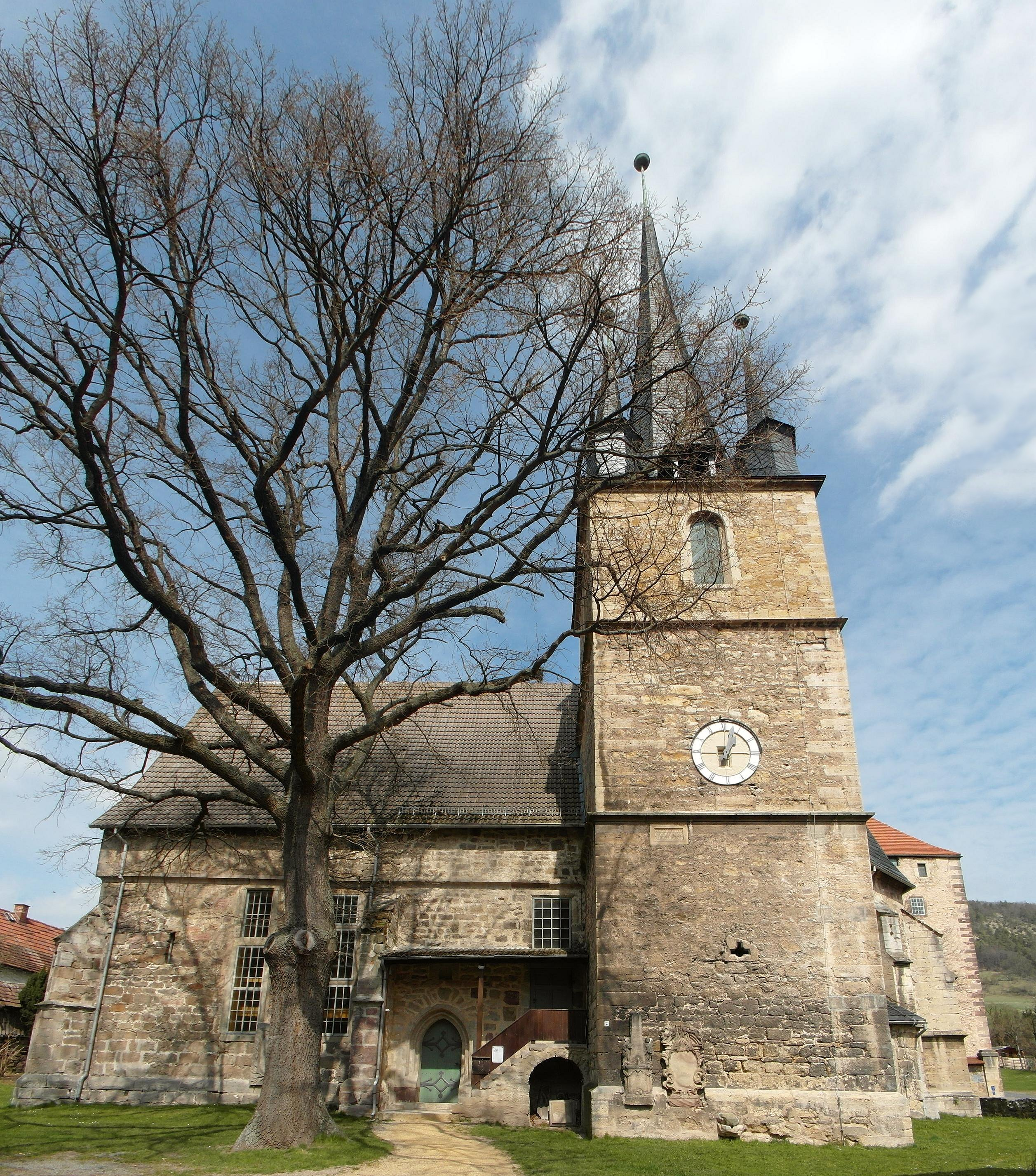
Reinstädt – Wehrkirche St. Michael
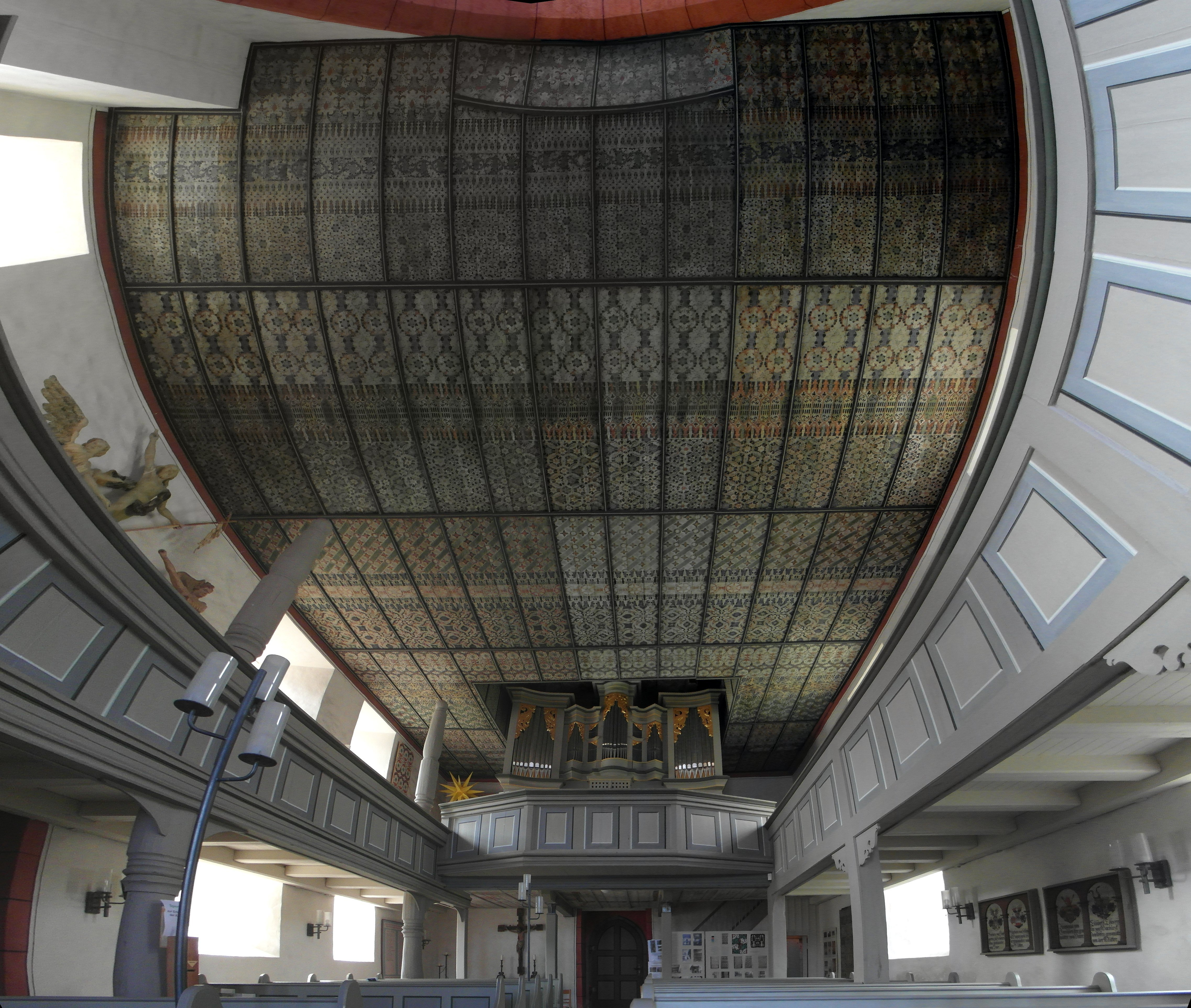
Kassettendecke im Innenraum von St. Michael

## Persönlichkeiten
- Johannes Major (ursprünglich: Johannes Groß; * 1564 in Reinstädt; † 1654 in Jena), lutherischer Theologe und  Rektor der Jenaer Akademie